# 10108 Tomlinson
10108 Tomlinson este un asteroid din centura principală, descoperit pe 26 aprilie 1992, de Carolyn Shoemaker și Eugene Shoemaker.